# Compromisu por Asturies
Compromisu por Asturies (Compromiso por Asturias) es una formación política española de ámbito asturiano. Sus puntos ideológicos son el nacionalismo asturiano de izquierdas y la sostenibilidad económica.

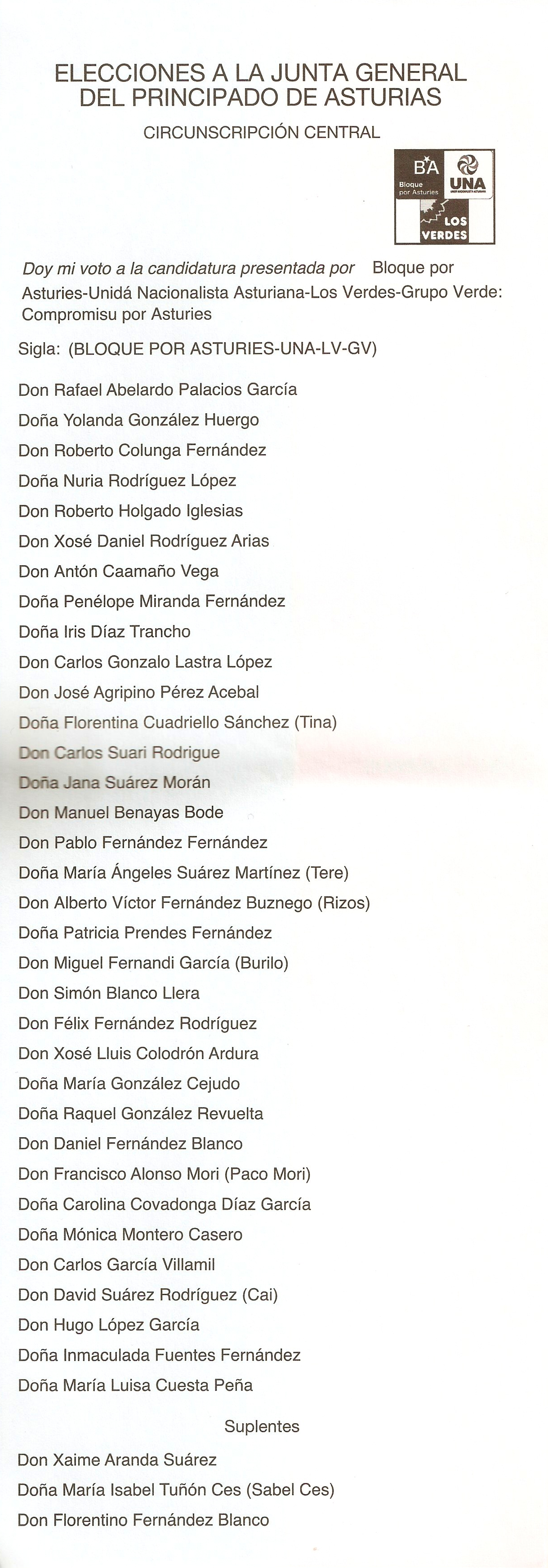
Papeleta electoral del Papeleta de Bloque por Asturies - Unidá Nacionalista Asturiana - Los Verdes - Grupo Verde: Compromisu por Asturies.

Se creó el 23 de junio de 2012 tras el proceso de convergencia abierto por el Bloque por Asturies y Unidá Nacionalista Asturiana, con la incorporación de independientes.
Tuvo como precedente la coalición Bloque por Asturies-UNA: Compromisu por Asturies formada por ambos partidos para las elecciones autonómicas de 2011 y de 2012, sumándose en estas últimas Los Verdes-Grupo Verde.
En las elecciones municipales logró cinco concejales, tres de ellos de Asturianistas por Nava, así como uno en Lena y otro en Carreño.
En octubre de 2013, tras el primer Conceyu Abiertu (Asamblea Abierta) desde su fundación, la formación política nombró como portavoz al politólogo Daniel Fernández, renovando también su Ejecutiva Nacional en la que también ocupan cargos, Manuel Benayas, Candelas Villaro, Fernándo Villacampa y Tino Fernández.